# Межигорка (Черкасская область)
Межигорка (укр. Межигірка) — село в Шполянском районе Черкасской области Украины.
Население по переписи 2001 года составляло 188 человек. Почтовый индекс — 20650. Телефонный код — 4741.

## Местный совет
20650, Черкасская обл., Шполянский р-н, с. Липянка, ул. Ленина